# Solveig von Schoultz
Solveig von Schoultz (ur. 5 sierpnia 1907 w Porvoo, zm. 3 grudnia 1996 tamże) – fińska pisarka szwedzkojęzyczna.

## Życiorys
Była najmłodszym z ośmiorga dzieci artystki wizualnej Hanny i duchownego Alberta Segerstråle. Kształciła się na nauczycielkę, później pracowała jako dziennikarka i nauczycielka. W 1930 poślubiła Svena von Schoultza. Jako pisarka zadebiutowała w 1932 powieścią dla młodzieży Petra och silverapan, pięć lat później wydała powieść December. W 1940 wydała swój pierwszy tom poezji Min timme, w którym poruszała tematy wojenne i tematy konfliktu między macierzyństwem a twórczością artystyczną. Jej twórczość była związana z fińsko-szwedzkim modernizmem. W pogłębionych psychologicznie utworach przedstawia złożoność i wielostronność kontaktów międzyludzkich. Pisała nowele o tematyce kobiecej, m.in. zbiory Närmare nagon (Bliżej) z 1951, Den blomstertid (Czas kwitnienia) z 1958, opowiadania dla dzieci, m.in. De sju dagarna (Siedem dni z 1942). Jest też autorką m.in. zbiorów poezji Nätet (Sieć) z 1956 i Sänkt ditt ljus (Przygaś światło) z 1963. W 1954 opublikowała powieść Ansa och samvetet z motywami autobiograficznymi.